# 洛普沙尼
49°46′7″N 25°12′57″E / 49.76861°N 25.21583°E
洛普沙尼（烏克蘭語：Лопушани），是烏克蘭的村落，位於該國西部捷爾諾波爾州，由捷尔诺波尔区負責管轄，處於洛普尚卡河畔，始建於1541年，面積1.04平方公里，2001年人口180。